# Christian Fiedler
Pour les articles homonymes, voir Fiedler.

Christian Fiedler est un footballeur allemand né le 27 mars 1975 à Berlin.

## Carrière
- 1992- : Hertha BSC Berlin  Allemagne

## Sélections
- 16 sélections et 0 buts avec l'Équipe d'Allemagne espoirs de football